# 原萜烷
原萜烷（英語：Protostane）是一种饱和四环三萜化合物，其衍生物主要分布于泽泻属（Alisma）植物，其名称"prototype"来自于被认为是较原始的类固醇化合物